# شعراء (ذباب)
الشَّعْراء أو الزَّارَّة (الاسم العلمي: Hippobosca) هي جنس من الحشرات يتبع فصيلة الذباب الشعراوي من رتبة ذوات الجناحين.